# ناحیه هاس
استان هاس (به آلبانیایی: Rrethi i Hasit) نام یکی از استان‌های سی‌وشش‌گانه کشور آلبانی است.